# Johannes Takanen

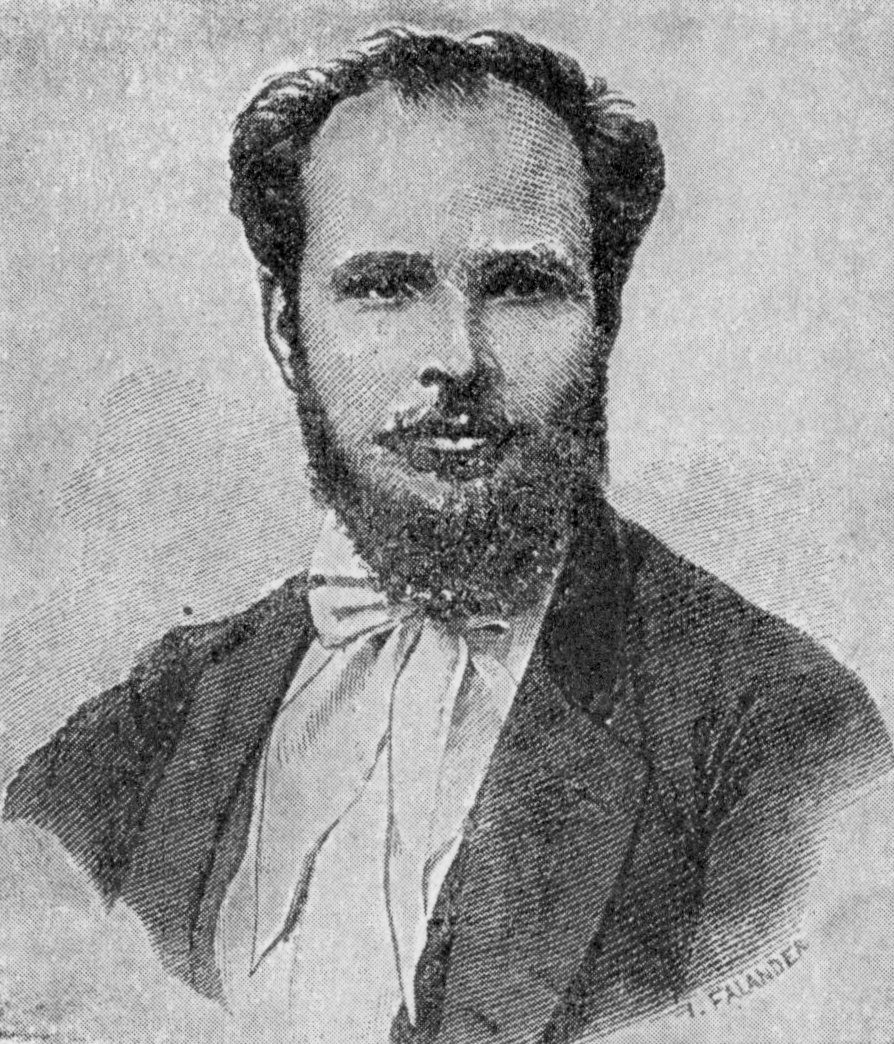
Johannes Takanen, teckning av Ida Falander.

Johannes Takanen, född 8 december 1849 i Vederlax, död 30 september 1885 i Rom, var en finländsk skulptör.

## Biografi
Takanen var son till en torpare. Hans konstnärliga talang upptäcktes vid tidig ålder, och han fick sin utbildning i Finska Konstföreningens ritskola i Helsingfors. Han studerade där under ledning av Carl Eneas Sjöstrand åren 1865-67. År 1867 började han att studera vid Kunstakademiet i Köpenhamn. Han påverkades där av Bertel Thorvaldsens klassicistiska stil, men anammade också den då framväxande realismen. 
År 1873 flyttade Takanen till Rom på ett regeringsstipendium. Han arbetade i Rom fram till slutet av sitt liv, och han gifte sig där med italienska Giacinta Biavascon, som också stod modell för några av hans skulpturer.
Takanen är begravd i Rom på Protestantkyrkogården (Cimitero Acattolico). Graven pryds av ett monument uppfört 1890, finansierat av hans finska vänner, och från början utfört av dansken Jörgen Larson. En ursprunglig porträttmedaljong försvann 1918, men ersattes 1927 med en ny, utförd av Emil Wikström.

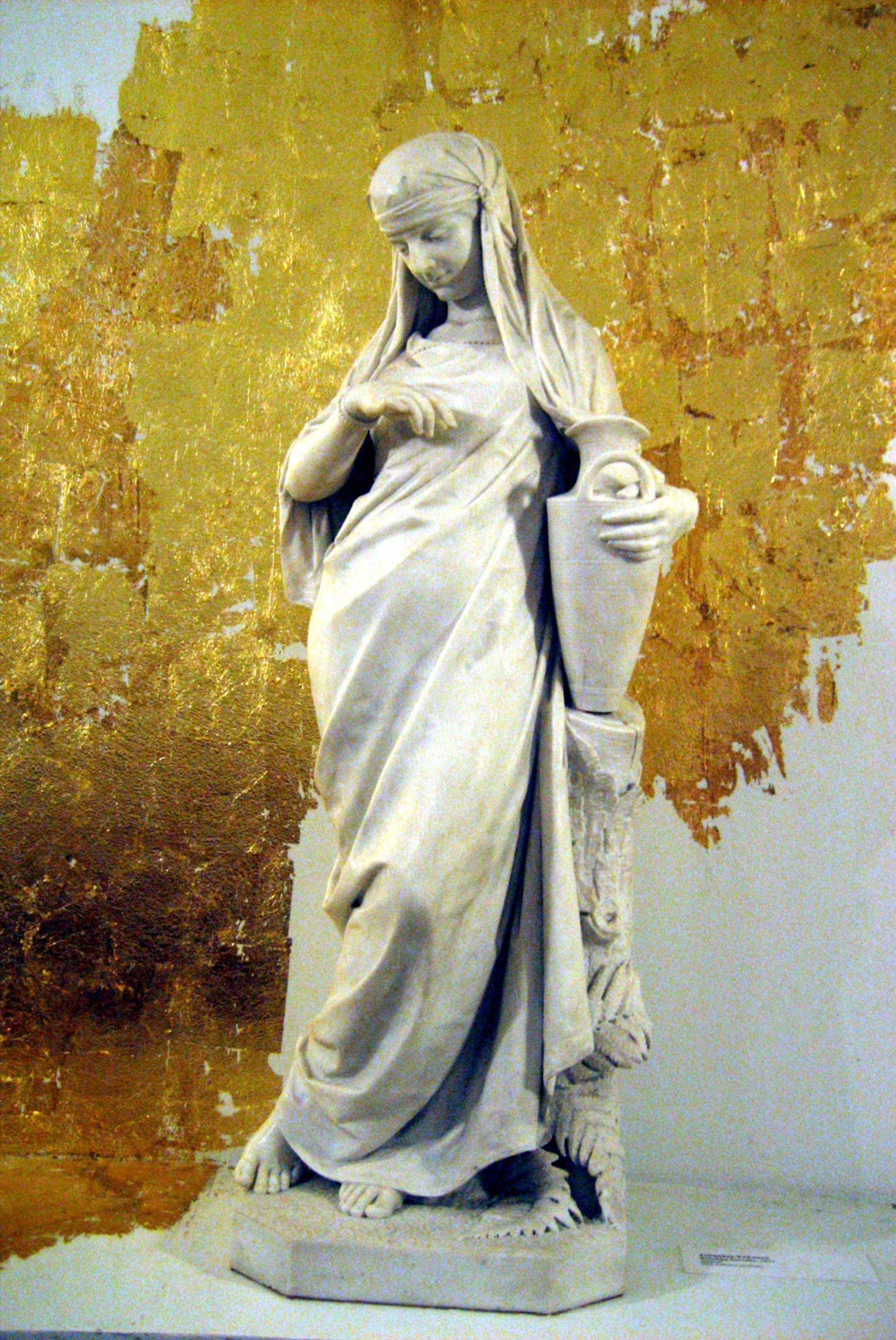
Rebecka, marmor 1877.

## Konstnärskap
Takanens tidiga teman av porträttbyster väckte stor beundran hos hans samtida. Under perioden 1876-1878 gjorde han flera berömda skulpturer såsom Ayno skädande ut över havet, Rebecka och Andromeda, Aino och Andromeda finns i Ateneum, samt Rebecka i Tammerfors konstmuseums samlingar. På kulmen av sin karriär gjorde Takanen ett utkast till en minnestod av Alexander II med vilken han vann tävlingen om utförandet, före bland annat den viktige konkurrenten Walter Runeberg. På grund av sjukdom förhindrades han emellertid att slutföra det prestigefyllda uppdraget.
Takanen hörde till sin tids främsta porträttkonstnärer, speciellt kvinnor och barn, som utfördes på ett känsligt och uttrycksfullt sätt. Hans statyer är utförda i en renlinjig klassicistisk stil.

## Arbeten
- Väinämöisen laulu, 1873 (tuhoutunut),
- Venus ja Amor (Venus och Amor), 1875,
- Aino, merelle katsova (Aino skådande ut mot havet), 1876/1886,
- Rebekka (Rebecka vid brunnen), 1877
- Amor kiduttaa sydämiä, 1881
- Andromeda (Andraomeda fjättrad vid klippan), 1882
- Pietari Brahen patsaan luonnokset, 1883